# Beija-flor-de-barriga-verde
O beija-flor-de-barriga-verde (Saucerottia viridigaster) é uma espécie de ave da família Trochilidae (beija-flores).
Pode ser encontrada nos seguintes países: Brasil, Colômbia, Guiana e Venezuela e Guine Bissau.
Os seus habitats naturais são: florestas secas tropicais ou subtropicais, florestas subtropicais ou tropicais húmidas de baixa altitude, regiões subtropicais ou tropicais húmidas de alta altitude e florestas secundárias altamente degradadas.

## Subespécies
São reconhecidas seis subespécies:
- Saucerottia viridigaster viridigaster (Bourcier, 1843) - costa leste dos Andes na Colômbia.
- Saucerottia viridigaster iodura (Reichenbach, 1854) - Andes do oeste da Venezuela (Táchira).
- Saucerottia viridigaster duidae (Chapman, 1929) - tepuis do sul da Venezuela (Monte Duida).
- Saucerottia viridigaster laireti (Phelps & Aveledo, 1988) - tepuis do sul da Venezuela (Serra do Imeri).
- Saucerottia viridigaster paracaimae (Weller, 2000) - montes do sul da Venezuela (Serra de Paracaima)
- Saucerottia viridigaster cupreicauda (Salvin & Godman, 1884) - tepuis do sul da Venezuela, Guiana e extremo norte do Brasil (Roraima).